# Léa Lemare
Pour les articles homonymes, voir Lemare.
Léa Lemare, née le 21 juin 1996 à Albertville, est une sauteuse à ski française. Elle est membre du Club des Sports de Courchevel et participe aux Jeux olympiques de Sotchi en 2014.

## Biographie

### Jeunesse et formation
Léa Lemare est née le 21 juin 1996 à Albertville. Elle commence le ski à l'âge de 5 ans. Elle fait partie de la section sportive au collège de Bozel puis au lycée de Moûtiers. 
Léa rentre au club de Courchevel où elle participera en 2012 à ses premiers Jeux olympiques de la jeunesse d'hiver. L'année suivante, elle participa à la Coupe du Monde Juniors en Slovénie.
Elle est étudiante à l'Université Savoie-Mont-Blanc.

### Équipe de France
En 2014, elle est sélectionnée avec l'équipe de France pour participer aux Jeux olympiques de Sotchi.
Par la suite elle prendra également part aux Jeux olympiques de Pyeongchang. 

## Parcours sportif

### Débuts internationaux
Léa Lemare participe pour la première fois à un concours international lors d'une épreuve de coupe continentale féminine de saut à ski à Bischofsgrün le 8 août 2009. Elle a alors 13 ans, termine à la 48e place et ne marque pas de points. Lors de l'été 2009, elle prend part à quatre autres épreuves en Allemagne, elle marque des points une fois à Oberwiesenthal avec la 27e place.

#### Hiver 2010
Lors de l'hiver 2010, elle participe à quatre concours de coupe continentale, et marque des points une fois à Baiersbronn le 2 janvier 2010, où elle prend la 28e place ex æquo avec Anna Häfele, après avoir déjà été 28e ex æquo de la première manche avec Anna Häfele et Salome Fuchs. Elle participe également au championnat du monde junior de saut à ski à Hinterzarten, elle termine à la 36e place.

### Saison 2010-2011
En été 2010, Léa Lemare participe à huit concours à Bischofsgrün et Oberwiesenthal qu'elle connait, mais aussi en Norvège à Lillehammer et Oslo : elle se qualifie pour la deuxième manche six fois, avec pour meilleur résultat une place de 19e à Bischofsgrün le 15 août 2010.
Elle se qualifie trois fois pour le deuxième saut en hiver 2010-2011 sur les cinq concours de coupe continentale auxquels elle participe ; son meilleur résultat est une place de 22e à Notodden le 18 décembre 2010. Elle est également 22e du championnat du monde junior de saut à ski d'Otepää le 27 janvier 2011. Léa Lemare participe au championnat du monde de saut à ski d'Oslo le 25 février 2011, elle prend la 33e place.

### Été 2011
Léa Lemare accède pour la première fois à un podium au cours de l'été 2011 ; elle participe à huit concours de coupe continentale, elle marque des points à sept reprises, et obtient son meilleur résultat à Oberwiesenthal le 19 août 2011, avec une deuxième place dans un concours perturbé par un vent capricieux, derrière Jacqueline Seifriedsberger et devant Daniela Iraschko et Julia Clair, qui réalise alors également sa meilleure performance.

### Hiver 2012: Coupe du monde et Jeux olympiques de la jeunesse
Le concours inaugural de la première Coupe du monde féminine de saut à ski se tient à Lillehammer le 3 décembre 2011, il est couplé à une épreuve masculine sur le même tremplin HS100 ; Léa Lemare y prend part, mais rate la qualification pour la deuxième manche de cinq points, elle prend la 36e place.
La deuxième épreuve se tient à Hinterzarten le 7 janvier 2012 dans des conditions difficiles dues au vent et à la neige tombante. Léa Lemare prend la 21e place de la première manche, la deuxième manche sera annulée, ce résultat partiel deviendra définitif. Le lendemain 8 janvier, dans un concours plus équitable, Léa Lemare prend la 26e place, après avoir été 15e de la première manche.
Léa Lemare fait l'impasse sur les coupes du monde de Predazzo, car elle est sélectionnée pour représenter la France lors des Jeux olympiques de la jeunesse d'hiver de 2012 à Innsbruck. Elle termine à la 4e place lors de la « première apparition du saut à ski féminin au sein d’un programme olympique ».

### Hiver 2013 - 2014
Au Grand Prix d'été 2013, elle se classe troisième de l'épreuve par équipes à Courchevel.
Léa Lemare fait partie de l'équipe de France de saut à ski féminin lors des premières épreuves olympiques de cette discipline qui ont lieu à Sotchi lors des Jeux olympiques d'hiver de 2014 où elle finira 20e. En mars 2014, Léa Lemare obtient son classement le plus haut sur une épreuve de Coupe du monde avec le huitième rang à Rasnov.

### Hiver 2016 - 2017
Léa Lemare participe à la Coupe du monde en finissant 22e au classement général, et est la première française du classement. Ses meilleurs résultats sont à Ljubna avec une 16e place et une 12e place à Rasnov. Aux Championnats du monde 2017 à Lahti, elle enregistre son meilleur résultat en mondial avec une vingtième place sur le tremplin individuel.

### 2018-2020
En décembre 2017, après une bonne série de résultats à Lillehammer, incluant une dixième place, elle signe son unique podium en Coupe du monde dans une épreuve par équipes à Hinterzarten avec Julia Clair, Romane Dieu et Lucile Morat. 
Elle participe à son ultime compétition majeure aux Championnats du monde 2019 à Seefeld.
Elle annonce la fin de sa carrière définitive en décembre 2020, souffrant d'une maladie à la thyroïde.

## Palmarès

### Jeux olympiques
| Épreuve / Édition | Sotchi 2014 | Pyeongchang 2018 |
| Individuel        | 20e         | 28e              |

### Championnats du monde
| Épreuve / Édition  | Oslo 2011                        | Val di Fiemme 2013               | Falun 2015                       | Lahti 2017                       | Seefeld 2019 |
| Individuel         | 33e                              | 38e                              | 32e                              | 20e                              | 30e          |
| Par équipes mixtes | Épreuve inexistante à cette date | 5e                               | 8e                               | 10e                              |              |
| Par équipes        | Épreuve inexistante à cette date | Épreuve inexistante à cette date | Épreuve inexistante à cette date | Épreuve inexistante à cette date | 7e           |

### Coupe du monde
Son meilleur classement général est 22e en 2017. Son meilleur résultat sur une épreuve est une huitième place. Elle détient un podium en épreuve par équipes : 1 troisième place.

#### Classements généraux annuels
| Année | Rang |
| 2012  | 38e  |
| 2013  | 24e  |
| 2014  | 30e  |
| 2015  | 29e  |
| 2016  | 50e  |
| 2017  | 22e  |
| 2018  | 28e  |
| 2019  | 31e  |

### Coupe continentale
Meilleur résultat  :
- 2e au concours de Oberwiesenthal, le 19 août 2011[16].

### Championnats du monde junior
- Médaille d'argent par équipes en 2013 à Liberec.
- Médaille de bronze par équipes en 2014 à Val di Fiemme.

### Jeux olympiques de la jeunesse
- 4e à Innsbruck le 14 janvier 2012.

### Championnats de France
- Championnat de France 2010 à Prémanon : 3e du concours féminin le 3 avril 2010[17].
- Championnat de France 2013 à Chaux-Neuve : 1re du concours féminin.